# Vitry-en-Montagne
Vitry-en-Montagne település Franciaországban, Haute-Marne megyében. Lakosainak száma 29 fő (2022. január 1.). Vitry-en-Montagne Auberive, Bay-sur-Aube, Rochetaillée és Rouelles községekkel határos.

## Népesség
A település népessége az elmúlt években az alábbi módon változott:
| Lakosok száma | 66   | 44   | 48   | 39   | 27   | 25   | 23   | 22   | 21   | 29   |
|               | 1968 | 1982 | 1990 | 2006 | 2013 | 2015 | 2017 | 2019 | 2020 | 2022 |